# Deuteragenia ossarium
Deuteragenia ossarium  (лат.) — вид дорожных ос (Pompilidae), обитающий на юго-востоке Китая и описанный в 2014 году. Получил своё название в честь оссуария (места для хранения останков покойников) за способность защищать свои гнёзда при помощи тел мёртвых муравьёв.

## Распространение
Известен из провинции Чжэцзян на юго-востоке Китая, встречается в лиственных лесах национального парка Гутяньшань.

## Описание
Длина тела самок 8,9—15,2 мм, длина переднего крыла 7,4—13,3 мм. У самцов длина тела 6,6—9,8 мм, длина переднего крыла 5,9—8,3 мм. Окраска однотонная чёрная. Крылья со слабым сероватым оттенком, который более интенсивный у крупных экземпляров.

## Биология

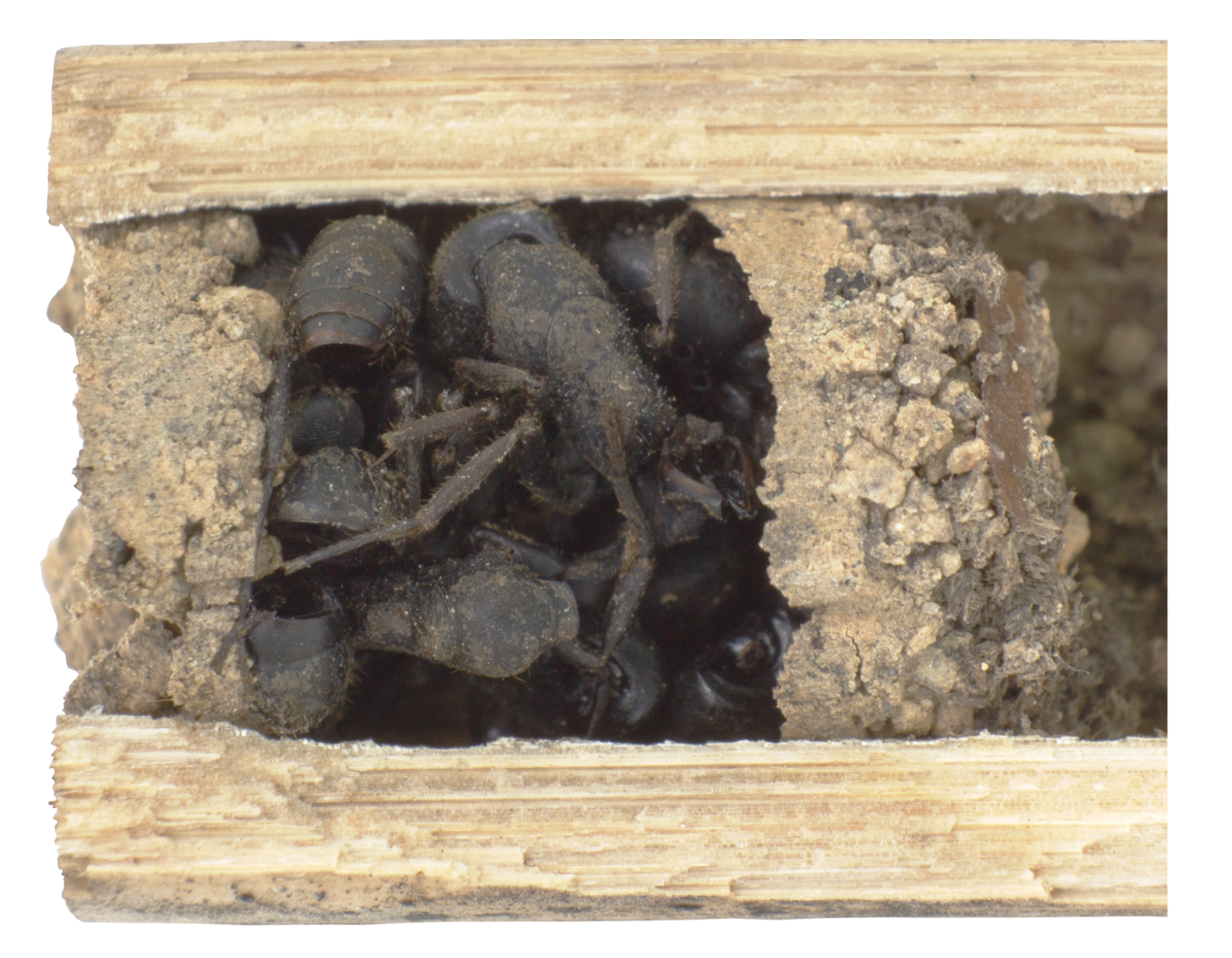
Входная камера гнезда Deuteragenia ossarium, заполненная трупами муравьёв.

Как и самки других видов данного рода, самки Deuteragenia ossarium занимают для своих гнезд уже готовые полости в сухой древесине либо полых стеблях трав, преимущественно тростника, где устраивают особые ячейки, помещая туда заранее заготовленного для личинок паука, на которого и откладывают яйцо. Прикрыв гнездо достаточно хрупким внешним слоем от хищников и неблагоприятных условий окружающей среды, самки покидают гнездо сразу после окончания строительства. 
Осы Deuteragenia ossarium при этом устраивают в своих гнёздах особый отсек, куда складывают трупы муравьёв (до 13 штук). Учёные, открывшие вид, предположили, что муравьи создают вокруг данных осиных гнезд запах муравейника, отпугивая хищников и паразитов. В пользу этой гипотезы говорят факты, что паразиты в гнёздах данных ос встречаются гораздо реже, чем в гнёздах других видов, а среди мертвых муравьёв в гнёздах чаще всего обнаруживались крупные и агрессивные муравьи вида Pachycondyla astuta.
Тактика отпугивания хищников с помощью муравьёв наблюдается также у гусениц ряда видов бабочек-голубянок, живущих в муравейниках, или у змей Leptodeira annulata, которые откладывают свои яйца только в грибных камерах агрессивных муравьёв-листорезов.